# Пастушок андійський
Пастушок андійський (Rallus semiplumbeus) — вид журавлеподібних птахів родини пастушкових (Rallidae). Ендемік Колумбії.

## Поширення
Птах трапляється на плато Убате-Богота у департаментах Кундінамарка та Бояка в колумбійських Кордильєра-Орієнталь. Перуанський підвид peruvianus відомий лише за типовим матеріалом, зібраним у 1886 році, і, ймовірно, вимер. Вид був зареєстрований у понад 150 місцевостях у гірських і водно-болотних угіддях і озерах парамо на висоті 2500-4000 м над рівнем моря.

## Підвиди
Виділяють два підвиди:
- R. s. semiplumbeus P. L. Sclater, 1856 (Колумбія);
- R. s. peruvianus Taczanowski, 1886 (Перу).

## Опис
Птах завдовжки близько 25 см. Смуга, що тягнеться від боків голови до черевної частини, шиферно-сіра. Нижня частина шиї світла, з боків чорна ділянка з грубими білими смугами. Спинна частина оливково-коричнева з чорними прожилками, які на плечах стають червонуватими. Дзьоб і ноги яскраво-червоні.